# Памятник Ю. М. Коцюбинскому (Чернигов)
Памятник Ю. М. Коцюбинскому — снятый с государственного учёта памятник монументального искусства местного значения в Чернигове.

## История
Решением исполкома Черниговского областного совета народных депутатов от 31.05.1971 № 286 присвоен статус памятник монументального искусства местного значения с охранным № 71 под названием Памятник Ю. М. Коцюбинскому — советскому государственному, партийному и военному деятелю. 
Был расположен в «комплексной охранной зоне памятников исторического центра города», согласно правилам застройки и использования территории.
25 апреля 2015 года вследствие акта вандализма был демонтирован с постамента на Аллее Героев; местонахождение неизвестно.
Руководствуясь Законом Украины «Про осуждение коммунистического и национал-социалистического (нацистского) тоталитарных режимов на Украине и запрет пропаганды их символики», Приказом Министерства культуры Украины от 04.04.2016 года № 200 (дополнение 13) «Про не занесение объектов культурного наследия в Государственный реестр недвижимых памятников Украины» был снят с государственного учёта.

## Описание
В 1970 году на Аллее Героев — напротив дома № 21 улицы Ленина — был установлен памятник в честь советского государственного и партийного деятеля, сына Михаила Коцюбинского Юрия Михайловича Коцюбинского. Стал первым памятником, установленным на Аллее Героев.
Памятник представляет из себя бронзовый бюст высотой 0,9 м, установленный на пьедестале из трёх поставленных один на один гранитных блоков (3 × 1,2 × 1,1 м), который опирается на плиту. Постамент выполнен из чёрного полированного лабрадорита. На передней плоскости постамента высечены надписи «Юрій Михайлович Коцюбинський» и «1896—1937, на левом торце внизу высечена надпись: «Видатний партійний, державний діяч Радянської  України» («Выдающийся партийный, государственный деятель Советской Украины»).
Авторы: скульпторы — заслуженный деятель искусств УССР Ф. А. Коцюбинський и К. А. Кузнецов, архитекторы — К. С. Джанашия и Г. А. Урусов. 